# Управление денежного обращения Макао
Управление денежного обращения Макао (порт. Autoridade Monetária de Macau, кит. 澳門金融管理局) — структурное подразделение администрации Специального административного района Макао (Аомынь), выполняющее отдельные функции центрального банка.

## История
В 1902 году в Макао открыто агентство португальского Национального заморского банка. В 1905 году банк получил исключительное право на выпуск банкнот в патаках. Выпуск банкнот в обращение начат 27 января 1906 года. В период японской оккупации эмиссия агентства Национального заморского банка продолжалась под контролем оккупационных властей. В 1945 году агентство вновь перешло под контроль Португалии, были выпущены банкноты нового образца.
В 1980 году создан Эмиссионный институт Макао (Instituto Emissor de Macau), которому передано право эмиссии. Национальный заморский банк продолжил выпуск банкнот в качестве агента Эмиссионного института.
1 июля 1989 года создано Управление денежного обращения и валютных операций Макао (Autoridade Monetaria e Cambial de Macau).
По китайско-португальскому соглашению в октябре 1995 года Банк Китая стал вторым банком, имеющим право эмиссии патаки (50 % эмиссии).
После передачи Макао Китаю создано Управление денежного обращения Макао (подразделение администрации района).

## Задачи Управления
- Консультации и подготовка решений администрации района по вопросам финансов, кредита и страхования;
- Координация и наблюдение за денежно-кредитными, финансовыми, валютными и страховыми рынками;
- Контроль и поддержание внутренней денежно-кредитной стабильности и внешней платёжеспособности патаки, обеспечение её полной обратимости;
- Осуществление функций центрального депозитария, управление валютными резервами и другими активами администрации района;
- Контроль стабильности финансовой системы.

Управление не имеет эмиссионных функций. Право выпуска банкнот в патаках предоставлено правительством Макао двум банкам: Национальному заморскому банку и Банку Китая. Монеты в патаках выпускает правительство Макао.